# Hubersdorf
Hubersdorf is een gemeente en plaats in het Zwitserse kanton Solothurn en maakt deel uit van het district Lebern.
Hubersdorf telt 655 inwoners.